# Le Ciel par-dessus le toit
Le Ciel par-dessus le toit est un roman de Nathacha Appanah publié le 22 août 2019 aux éditions Gallimard.

## Résumé
Éliette est une belle fille avec un talent pour le chant, fille d'une couturière et d'un comptable d'usine. 
Éliette est une gentille fille, elle écoute ses parents, elle se tient droit, elle sourit, elle obéit ; mais un jour elle en a marre d'être une poupée, alors elle pique une crise sur scène, elle devait chanter mais au lieu de cela elle hurle, se déshabille et vomit. 
Depuis ce jour plus rien n'est pareil à la maison, Éliette ne parle plus à ses parents, elle a repeint toute sa chambre en noir et y passe tout son temps. Un soir, ses parents sortent à la fête de l'usine, cette même fête où elle avait fait sa crise, et ce soir elle est décidée, pendant que ses parents sont absents, elle s'est procuré un bidon d'essence et met le feu à la maison et à l'atelier de couture de sa mère.
Depuis ce jour, Éliette ne s'appelle plus Éliette mais Phénix.
Bien plus tard, Phénix est une jeune mère de deux enfants, de deux pères différents et aucun n'est resté, elle est seule. Ses deux enfants sont Paloma et Loup de 11 ans d'écart. Ils vivent dans une vieille maison rénovée par Phénix et un autre homme, la maison est peu décorée et dans le jardin, il y a un creux où la terre s'est affaissée.
Phénix a appelé Loup ainsi pour qu'il soit libre et fort comme l'animal, mais Loup est différent, c'est un enfant « particulier », il a souvent des crises de panique alors il court jusqu'à l'épuisement ou la nausée. Le docteur Michel, qui a assisté à la naissance de Loup et le suit depuis, dit que c'est normal, que ce n'est pas grave. 
À ses 18 ans, Paloma quitte la maison pour l'université, Phénix partage un bon moment en famille avant le départ de sa fille. La situation dérape très vite, le ton monte, les actes dépassent la parole, et finalement, Paloma part en hurlant alors que sa mère brandit un couteau. Avant de partir, Paloma promet à son frère qu'elle reviendra le chercher. 
Dix ans ont passé. Loup a 17 ans, il vit seul avec sa mère, il a toujours ses crises de panique. Durant ces 10 ans, les échanges avec Paloma sont quasi-inexistant, à part quelques lettres, rien ; mais Loup veut la revoir. Alors il vole la voiture de sa mère en pleine nuit et part retrouver sa sœur, sa mère lui a appris à conduire, tout se passe bien, mais en arrivant en ville il fait un accident. Il est attrapé par la police et après son jugement, est conduit en maison d'arrêt.
L'arrestation de Loup force Phénix et Paloma à se recontacter. Les deux tâchent de s'entendre pour Loup, elles se démènent pour le faire sortir. Elles parviennent rapidement à obtenir une audience avec le juge, qui libère Loup.
Loup libre, ils se retrouvent tous les trois sur un lieu où le grand-père de Paloma l'emmenait faire du cerf-volant, Phénix reconnait aussi cet endroit où l'emmenait son père, mais elle refuse de faire face à son enfance.

## Personnages
- Georges Éviard, père d'Éliette,
- mère anonyme, avec petit atelier de couture dans la maison,
- Éliette, devenue Phénix, mère de Paloma et Loup, vendeuse de pièces détachées encrassées d'automobiles,
- Paloma, 28 ans, sœur de Loup, documentaliste en CDI depuis 7 ans, célibataire, sans enfant,
- Loup, 17 ans, apprenti,
- le docteur Michel,
- Claude, Jeanne, Marion : divers personnels de centre social ou carcéral.

## Réception critique
L'accueil francophone est très favorable à ce court roman « mesuré, inoffensif, abordant des questions contemporaines profondes (la recomposition de la famille, la transmission des origines, la place de la mère, de la femme, de l’enfant, la violence de la prison) où se reflètent un espoir et une lumière dont on espère se satisfaire sans lutte ».
« Comment et pourquoi cette famille incapable de communiquer paraît si désunie, si abandonnée ? Comment vivre et sortir indemne d'une enfance nourrie de non-dits, d'indifférence et de désamour ? »
« L’écriture intimiste et lumineuse de Nathacha Appanah interroge l’inéluctabilité de la transmission d’un mal-être d’une génération à l’autre. ».